# Nicholas Prasad
Nicholas Prasad (nacido el 7 de diciembre de 1995) es un futbolista canadiense de ascendencia fiyiana que juega como centrocampista en el Bischofswerdaer FV 08 en la Regionalliga Nordost de Alemania.

## Carrera

### Clubes

#### Vancouver Whitecaps F. C.
En 2012 pasa a formar parte de la cantera del Vancouver Whitecaps procedente del Surrey United. Un año más tarde debutó con los Sub-23 en la victoria por 4 a 2 contra el FC Edmonton y en el 2014 jugó en la USL League Two con el equipo canadiense. Terminó jugando un total de cinco partidos.

#### Seattle Redhawks
En 2014 se marcha al Seattle Redhawks de la División I de la NCAA. Estuvo 4 temporadas en el equipo estadounidense. En total jugó 61 partidos y marcó dos goles.

#### SpVgg Bayreuth
En 2018, a pesar de contar con varias ofertas para jugar profesionalmente en Norteamérica, firma un contrato de un año por el SpVgg Bayreuth de la Regionalliga Bayern.

#### F. C. Tulsa
Al terminar el contrato con el equipo alemán vuelve a Estados Unidos para jugar en el FC Tulsa de la USL Championship.

#### Bischofswerdaer FV 08
A principios de 2020 firma por el Bischofswerdaer FV 08 de la Regionalliga Nordost un contrato de un año.

## Selección
Nicholas Prasad solicitó la ciudadanía fiyiana para poder ser convocado en un triangular amistoso contra Nueva Caledonia y Mauricio. Christophe Gamel, por aquel entonces seleccionador nacional, finalmente lo convocó. Acabó debutando contra Nueva Caledonia, partido en el que se lesionó.
En el 2019 fue convocado para los Juegos del Pacífico en los que Fiyi consiguió la medalla de bronce.

## Palmarés
| Título                     | Club | Sede  | Año  |
| -------------------------- | ---- | ----- | ---- |
| Bronce Juegos del Pacífico | Fiyi | Samoa | 2019 |